# 삼성 갤럭시 포켓 네오
삼성 갤럭시 포켓 네오는 삼성에서 제조한 안드로이드 스마트폰이다. 2013년 3월에 발표되었고 2013년 5월에 삼성 갤럭시 포켓 플러스의 후속작으로 출시되었다. 이 단말기는 더 커진 3인치 디스플레이를 특징으로 하며 여전히 보급형이다. 사양은 삼성 갤럭시 포켓 플러스와 유사하며, 안드로이드 4.1.2 젤리빈 운영체제와 디스플레이 크기 등 소소한 업그레이드만 있다. 삼성 갤럭시 포켓 네오는 전작들과 마찬가지로, 크기가 커졌음에도 불구하고 주머니에 쉽게 넣을 수 있어 "주머니 친화적"이라고 홍보된다.

## 사양

### 디자인
삼성 갤럭시 포켓 네오는 플라스틱으로 만들어졌다. 3.0인치 디스플레이가 있으며, 디스플레이 상단 베젤에는 "Samsung" 로고, 이어피스 및 센서가 있고, 디스플레이 하단 베젤에는 물리적 홈 버튼과 두 개의 정전식 버튼(메뉴 및 뒤로가기 버튼)이 있다. 측면 프레임에는 왼쪽에 볼륨 로커가 있고, 오른쪽에는 전원 버튼이 있으며, 하단에는 마이크로USB 포트와 마이크 구멍이 있고, 상단에는 3.5mm 헤드폰 잭이 있다. 후면에는 후면 카메라와 스피커가 있으며, 이 전화기에는 LED 플래시가 없다. 후면 커버는 탈착식이며, 후면 커버를 제거하면 탈착식 배터리, 마이크로SD 카드 슬롯 및 SIM 카드 슬롯이 나타난다.
크기는 105 x 57.8 x 11.8mm이고 무게는 100g이다. 흰색과 회색으로 제공된다.

### 하드웨어
삼성 갤럭시 포켓 네오는 브로드컴 BCM21654/G SoC와 850MHz 싱글 코어 ARM Cortex-A9 CPU로 구동된다. 512 MB의 RAM과 4 GB의 내장 저장 공간을 갖추고 있으며, 마이크로SD 카드를 사용하여 최대 32GB까지 확장할 수 있다. QVGA(240x320 픽셀) 해상도와 133 ppi 픽셀 밀도를 가진 3인치 TFT LCD 디스플레이를 갖추고 있다. 1200mAh 리튬 이온 탈착식 배터리를 탑재했다. 연결 옵션에는 3G, Wi-Fi 802.11 b/g/n, 블루투스 4.0, GPS 및 GLONASS가 포함된다. 또한 2 MP 후면 카메라를 특징으로 하며 15 fps에서 320x240 픽셀 해상도로 비디오 녹화가 가능하다.

### 소프트웨어
이 전화는 삼성의 사용자 인터페이스인 터치위즈 네이처 UX가 적용된 안드로이드 4.1.2 젤리빈으로 실행된다. 또한 전화에 등록된 모든 계정을 하나의 앱으로 통합하는 소셜 허브 앱도 포함되어 있다.

## 같이 보기
- 안드로이드 장치 목록
- Samsung Galaxy Young
- Samsung Galaxy Fame
- Samsung Galaxy Star
- Samsung Galaxy Pocket Plus
- Samsung Galaxy Pocket